# Pétition populaire « biodiversité et beauté de la nature en Bavière »

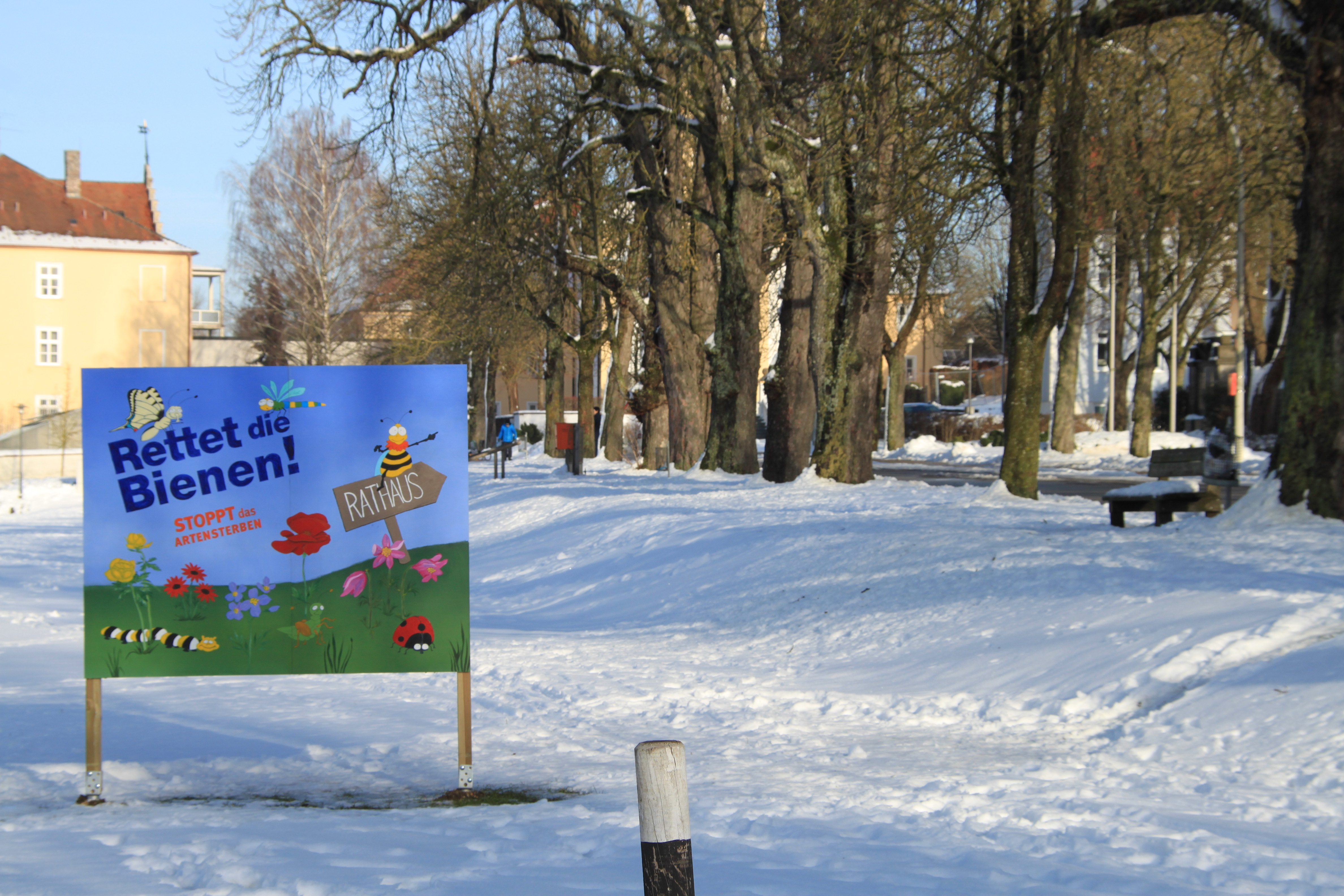
Un panneau à Mengkofen incite à apposer sa signature à la mairie.

La pétition populaire « biodiversité & beauté de la nature en Bavière » (en allemand : Volksbegehren « Artenvielfalt & Naturschönheit in Bayern »), également connue pour son slogan « Sauvez les abeilles ! » (en allemand : « Rettet die Bienen! »),  est une initiative populaire qui a eu lieu en Bavière début 2019. Son but était une modification de la loi bavaroise sur la protection de la nature pour préserver la biodiversité de la faune et de la flore à long terme ainsi que pour préserver les biotopes. Avec 1 745 383 signataires, la pétition populaire a été couronnée de succès. Une centaine de règlements en découlant est entrée en vigueur le 1er août 2019. 

## Déroulement
La pétition populaire a été initiée principalement par le parti écologiste-démocrate (ÖDP) ainsi que par l'Alliance 90 / Les Verts et deux organisations non-gouvernementales.
À peu près 95 000 signatures ont été soumises en premier lieu au ministère de l'intérieur bavarois pour pouvoir lancer officiellement la pétition populaire.
Entre le 31 janvier 2019 et le 13 février 2019, soit durant 14 jours, les électeurs inscrits sur les listes électorales bavaroises avaient la possibilité de signer la pétition populaire dans leur mairie. Avec 1 745 383 signataires (à peu pres 18,4% des inscrits), la pétition a largement dépassé le seuil requis de 10% des électeurs inscrits pour le gouvernement bavarois se saisisse du projet de loi.

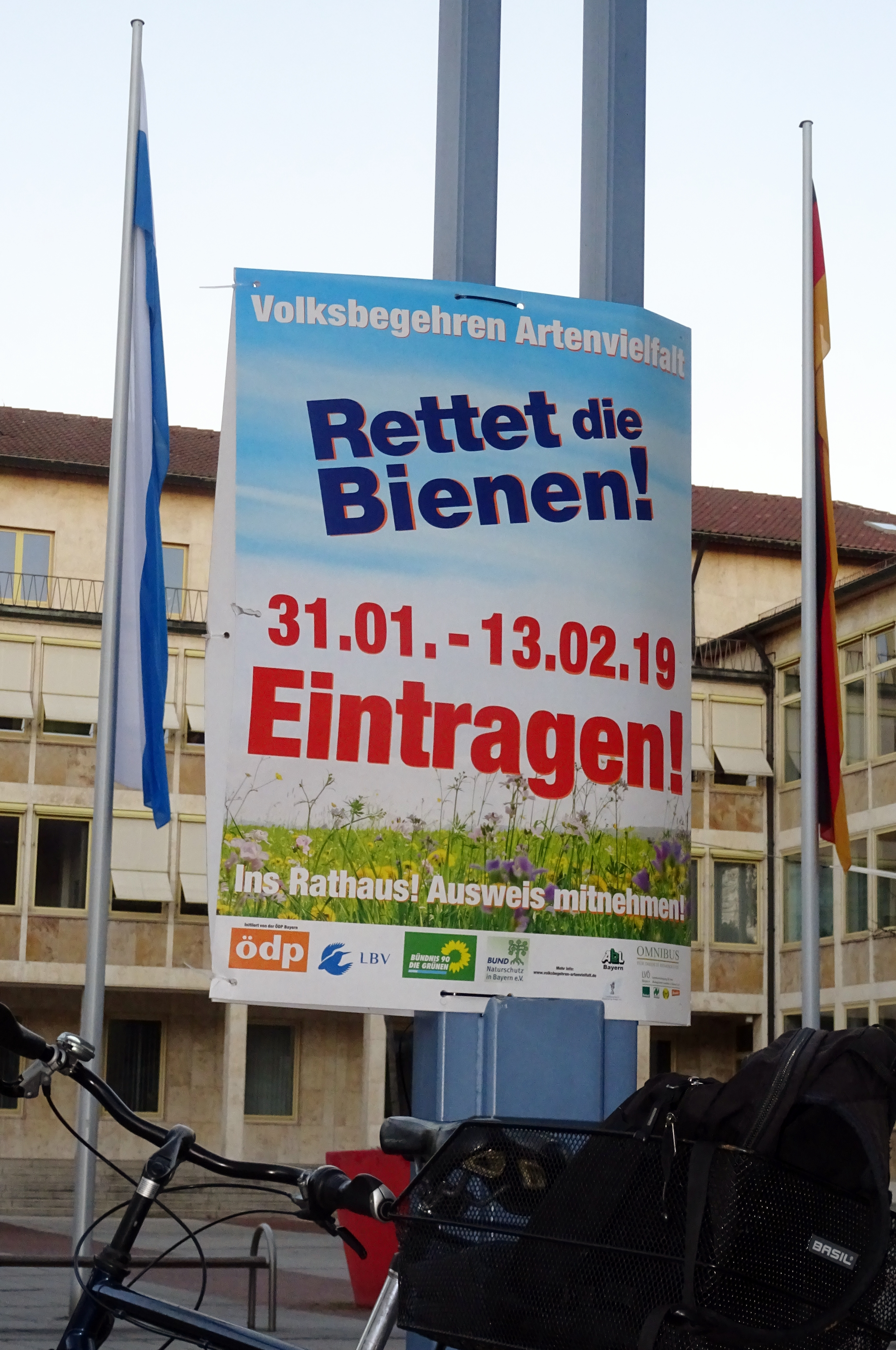
Panneau pour la pétition populaire devant la mairie de Neu-Ulm

Début avril 2019, le Ministre-président de Bavière Markus Söder déclare que le texte du projet de loi de la pétition sera repris intégralement, ce qui évite d'organiser un référendum. Le texte est lu en première lecture au parlement bavarois le 8 mai 2019 et est voté le 17 juillet 2019 pour une entrée en vigueur le 1er août 2019.

## Écho en France
Entre février 2019 et avril 2019, la pétition populaire en Bavière est le sujet de plusieurs publications dans des périodiques nationaux,,,.